# Epitafio de Raqosh
JSNab 17 o el epitafio de Raqosh es una inscripción funeraria bilingüe tallada en Mada'in Salih, Arabia Saudita. Está datada en el año 267 d. C. y escrita en una mezcla de arameo nabateo y árabe. Además de por la lengua, es notable por el uso del epíteto posiblemente monoteísta mry ʕlmʔ 'el Señor del Mundo'. Está acompañado de un breve texto zamúdico D.

## Texto y traducción

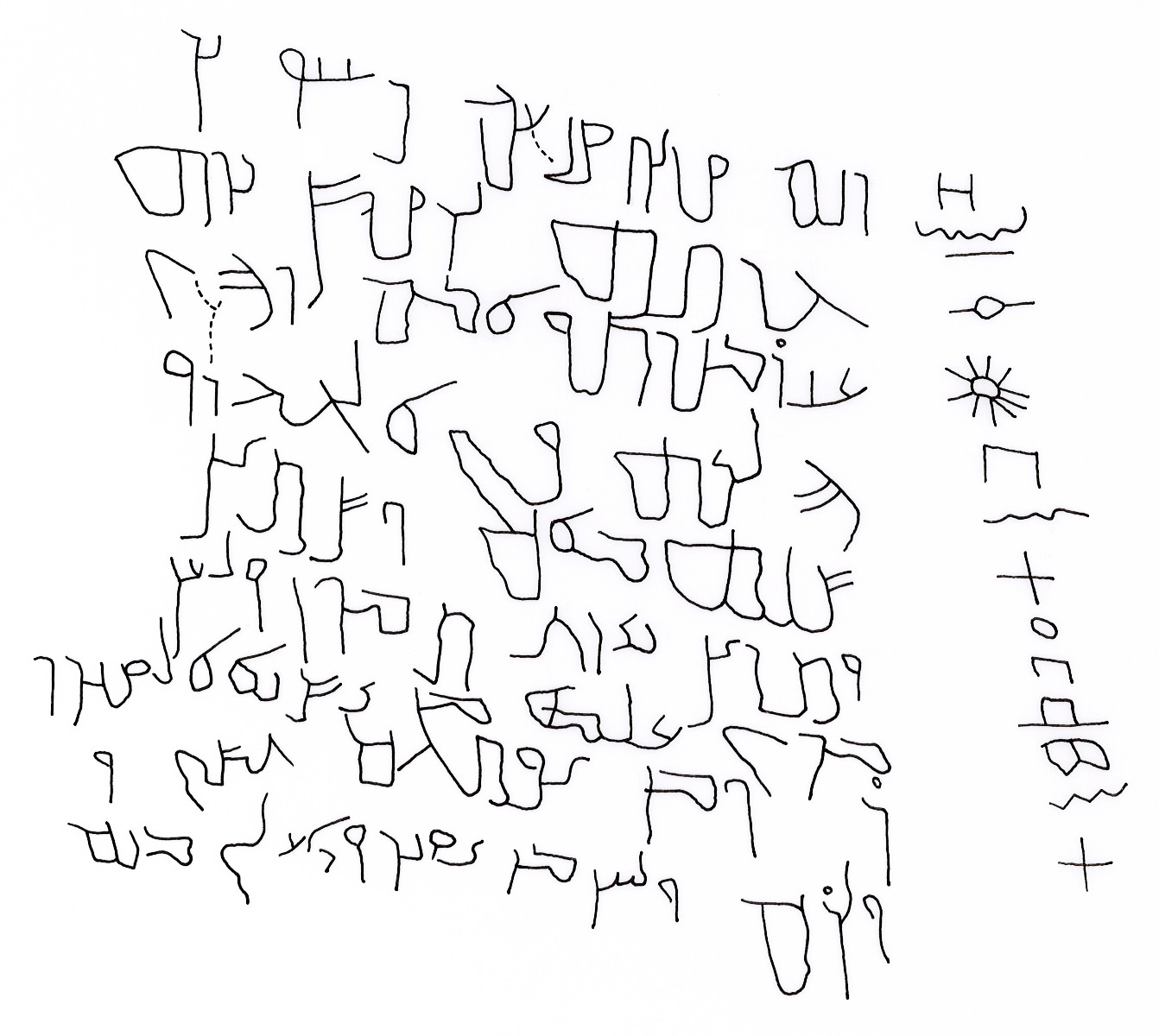
Calco de la inscripción

Según, la inscripción se lee de la siguiente manera: 
1. el qbrw ṣnʕh kʕbw br
2. ḥrtt lrqwš brt
3. ʕbdmnwtw ʔmh por qué
4. hlkt py ʔlḥgrw
5. No me importa
6. wtryn byrḥ tmwz wlʕn
7. mry ʕlmʔ mn yšnʔ ʔlqbrw
8. dʔ wmn yptḥh ḥšy w
9. wldh wlʕn mn yʕyr dʔ ʕly mnh

Cantineau da la siguiente traducción (traducida del francés):
1. Esta es una tumba que Kaʿabô, hijo
2. de Aretas hizo para Raqôš hija de
3. ʿAbdmanôtô, su madre. Ella
4. murió en Hegra,
5. en el año ciento sesenta y
6. dos, en el mes de Tamuz. Y que
7. el Señor del Mundo maldiga a quien altere esta tumba,
8. y a quien la abra, excepto a
9. su descendencia, y que maldiga a quien altere lo que está en ella.

Según O'Connor, se lee dnh en lugar de th (1), dy en lugar de w (8), y yqbr wʔʕly en lugar de yʕyr dʔ ʕly (9). Esto produce:
1. En cuanto a esta tumba/Esta es una tumba, que Kaʿb
2. bar Haritat hizo para Raqāsh berat
3. ʿAbd-Manāt, su madre. Y ella
4. murió en al-Hijr
5. (en el) año ciento sesenta y
6. dos en el mes de Tamuz. Y que
7. Marē ʿAlma maldiga a quien altere esta tumba
8. o la abra, excepto a
9. aquel a quien él (Kaʿb) ha engendrado/su descendencia. Y que maldiga a cualquiera que entierre (alguien otro en ella) o exhume (alguien) de ella. "

## Idioma
Refiriéndose a la mezcla del arameo y el árabe, O'Connor afirma que "el epitafio de Raqāsh está más cerca de ser un rompecabezas políglota que un simple texto nabateo".